# حسني البرازي
حسني البرازي (ولد في حماة سنة 1895 وتوفي في تركيا سنة 1975) هو سياسي وصحفي سوري شغل منصب رئيس وزراء سورية.

## مولده ونشأته
ولد حسني البرازي في في حماة سنة 1895 في أسرة كردية الجذور، وكان له ثلاثة إخوة وثلاث أخوات.
التحق البرازي بالمدرسة وأكمل دراسته الابتدائيّة في ثلاث سنوات ثم دخل «الرّشيديّة» حيث بقي أربع سنوات، وكان المعلّمون كلّهم من الأتراك، وإن وُجد معلّم عربي فيما بينهم فقد كان يعلّم العربي بالتّركيّة، لذلك كانت لغته العربيّة ضعيفة، بعكس لغته التّركيّة، وقد درس العربية فيما بعد على أساتذة خصوصيّين. ثمّ أكمل دراسته الإعداديّة في إسطنبول وحلب. وفي إسطنبول كان البرازي طالباً داخلياً في المدرسة الإعداديّة، ثمّ دخلت معهد الحقوق حيث بقي أربع سنوات.
عاش البرازي بدمشق وسكن فيها (في شارع أبو رمانة).

## العمل السياسي
ساهم البرازي في تأسيس حزب العربية الفتاة، وحزب العهد السوري والعراقي وكذلك حزب الاستقلال والكتلة الوطنية.
كان البرازي متصرف (محافظ) حمص في عهد الملك فيصل لأقل من سنة، وقد نفي إلى لبنان سنة 1926 أثناء الانتداب الفرنسي لمعارضته للسلطات الفرنسية، ولدى عودته إلى سورية سنة 1928 انتخب نائبًا في مجلس النواب في العام ذاته، ليساهم في وضع الدستور السوري آنذاك.
ثم شغل منصب محافظ الإسكندرون (1936 ـ 1938) ومُفتشية عدلية سورية، وأميناً عاماً في القصر الجمهوري زمن رئاسة حسني الزعيم، ومحافظ حلب عام 1949، ثم نائب الحاكم العسكري.
في عام 1949 انتخب البرازي للمرة الثانية نائباً في مجلس النواب السوري، وكان وزيراً للداخلية في حكومة الداماد أحمد نامي عام 1926، ووزيراً للمعارف في حكومة الشيخ تاج الدين الحسني عام 1934، ورئيساً لمجلس الوزراء وزيراً للداخلية عام 1942 زمن رئاسة الشيخ تاج الدين الحسني للدولة السورية (انظر الحكومة السورية (أبريل 1942))، وفي عام 1955 تنحى عن السياسة وتنقل ما بين لبنان وتركيا.
اتهم البرازي خلال حياته السياسية بالعديد من القضايا والموضوعات وبالتآمر مع جهات خارجية.

## العمل الصحفي
في عام 1954 أصدر حسني البرازي مع نذير فنصة جريدة الناس في دمشق، وصدر العدد الأول منها في 18 يوليو 1954، وهي جريدة يومية سياسية مستقلة، كان مكتب إدارتها بشارع البرازيل، واستمرت في الصدور حتى عام 1957، وكان البرازي رئيسًا لتحريرها، لم يتخلَّ حسني البرازي عن مهنة الصحافة حتى أثناء حياته السياسية.
استقطبت جريدة الناس عددًا من السياسيين السوريين فكتب فيها الوزير والنائب فيض الأتاسي والأديب الكبير بدوي الجبل، وكان للبرازي مقال سياسي يومي ينشر في الجريدة. كانت مقالاته تتمتع بالجرأة السياسية التي دعمها جو الحرية الإعلامية الذي كانت تسود البلاد زمن الرئيس هاشم الأتاسي. وعن هذه الفترة الزمنية في حياة الجريدة يقول البرازي: «لم يعترضني أحد بادئ الأمر، ولكنّهم ما لبثوا بعد مدة أن ضاقوا ذرعاً بالجريدة وصاحبها، فأخذوا يضايقون المحرّرين ويعتقلونهم ويلاحقونهم في بيوتهم».
استمرت المضايقات لجريدة «الناس» ومحرريها إلى أن داهم رجال عبد الحميد السراج عام 1954 مكاتب الجريدة بدمشق، واعتقلوا بعض محرريها واعتدوا عليهم وكسروا محتويات المكاتب في غياب البرازي خارج سورية، واتهم عبد الحميد السراج البرازي بأنه يعدّ لانقلاب عسكري وأصدر أمراً بملاحقته، فأقام البرازي في بيروت، ولم يعد يستطيع الحضور إلى سورية، واستمرت الجريدة بالصدور بدمشق، وظل البرازي يكتب فيها إلى عام 1957 حيث توقفت بسبب حكم الإعدام الذي صدر بحقه من المحكمة العسكرية بدمشق، وانتهى المطاف بالبرازي في بيروت ملاحقاً من القضاء العسكري بدمشق إلى منتصف الستينات من القرن الماضي حيث صدر العفو عنه بسبب التقدم في السنّ.

## وفاته
رغم صدور الحكم بإسقاط عقوبة الإعدام عن البرازي وهو في أواخر الستينيات من عمره، إلا أن البرازي لم يعد إلى سورية قط، بل ظل متنقلًا في منفاه بين لبنان وتركيا حتى توفي في تركيا سنة 1975.

## من مؤلفاته
- دروس في الفقة الروماني - 1939
- محاضرات في الحقوق الرومانية - 1939
- دروس في الفقه المدني الفرنسي؛ ج 1 - 1939[4]